# (4668) Rayjay
(4668) Rayjay – planetoida z głównego pasa planetoid okrążająca Słońce w ciągu 5 lat i 84 dni w średniej odległości 3,01 au. Została odkryta 21 lutego 1987 roku w Europejskim Obserwatorium Południowym przez Henriego Debehogne. Nazwa planetoidy pochodzi od Raya Jayawardhany (ur. 1971), (znanego jako „Rayjay”), pochodzącego ze Sri Lanki astronoma z University of Toronto nagradzanego jako autor książek o tematyce naukowej. Przed jej nadaniem planetoida nosiła oznaczenie tymczasowe (4668) 1987 DX5.